# الشرق العربي
صحيفة الشرق العربي هي أول صحيفة أردنية جرى تأسيسها، وقد تأسست عام 1923، وكانت الجريدة الرسمية للإمارة الأردنية.

## التاريخ
تأسست صحيفة الشرق العربي في الإمارة الأردنية بتاريخ 13 مايو 1923 لتكون أول جريدة أردنية يجري تأسيسها، وقد كانت الجريدة الرسمية للإمارة، وصدر العدد الأول منها يوم 28 مايو 1923. تولى إدارة وتحرير الجريدة عدد من المفكرين والأدباء كان من أبرزهم محمد الشريقي ومحمود الكرمي وغيرهم.